# Abu Moslem Meszhed
Abu Moslem Meszhed (per. باشگاه فوتبال ابومسلم) – irański klub piłkarski z siedzibą w mieście Meszhed. Obecnie występuje w 2. lidze.

## Historia
Klub został założony w 1970. W 1975 awansował do 1. ligi, jednak spędził w niej tylko dwa sezony. W latach 80. ze względu na rewolucję i wojnę z Irakiem piłka nożna zeszła na dalszy plan. Nie było rozgrywek o mistrzostwo kraju. W tym czasie zespół zwyciężył w 1986 w lidze Meszhedu, a w 1988 i 1990 został mistrzem Chorasanu. W latach 1991–1993 grał w 1. lidze, jednak z niej spadł. Do ekstraklasy ponownie udało mu się awansować w 1998, lecz dwa lata później klub znów został zdegradowany. Tym razem pobyt w 2. lidze trwał tylko rok i drużyna ponownie mogła świętował awans do 1. ligi. W 2005 ekipa z Meszhedu dotarła do finału Pucharu Hazfi, w którym przegrała w dwumeczu 4-2 z zespołem Saba Kom. W sezonie 2007/2008 drużyna osiągnęła swoje najlepsze (4. miejsce) w lidze. Później jednak zespół radził sobie coraz gorzej i ostatecznie w 2010 spadł do 2. ligi, w której obecnie występuje.

## Sukcesy
- 4. miejsce w mistrzostwach Iranu: 2008
- Finał Pucharu Hazfi: 2005

## Skład na sezon 2010/2011
Aktualny na 26 sierpnia 2010
| Nr | Poz. | Piłkarz                 |
| -- | ---- | ----------------------- |
|    | OB   | Mohammadreza Dżalali    |
|    | PO   | Adnan Ahmed             |
|    | PO   | Modżtaba Ensafi         |
|    | PO   | Hossejn Jousefzadeh     |
|    | BR   | Sejed Mohammad Hossejni |
|    | PO   | Iman Nematpour          |
|    | PO   | Said Fatemi             |
|    | PO   | Afszin Daneszian        |
|    | NA   | Makan Dembélé           |
|    | OB   | Mansour Dżamalian       |
|    | NA   | Hamidreza Zohani        |
|    | PO   | Dżalal Karami           |
|    | NA   | Ehsan Chorsandi         |
|    | PO   | Mohammad Izadi          |

| Nr | Poz. | Piłkarz                      |
| -- | ---- | ---------------------------- |
| 12 | NA   | Mohammad Gholamin            |
|    | PO   | Moein Abbasian               |
|    | PO   | Madżid Ghadimi               |
|    | PO   | Said Abdollahpour            |
|    | OB   | Morteza Falahati             |
|    | PO   | Arasz Roszanipour            |
|    | PO   | Said Gandżchani              |
|    | OB   | Ebrahim Assadi (wicekapitan) |
|    | PO   | Said Szademani               |
|    | PO   | Omid Gholami                 |
|    | PO   | Mahmud Gholam Hossejni       |
|    | PO   | Reza Chorsandnia             |
|    | PO   | Dżawad Zejghami              |

## Reprezentanci kraju w barwach klubu
- Chodadad Azizi
- Reza Enajati
- Szahab Gordan
- Mohammad Reza Chalatbari
- Mohammad Nosrati
- Andranik Tejmourjan
- Franck Atsou
- Abdou Moumouni